# Kilcarnup Beach
Kilcarnup Beach ist ein Sandstrand im Süden des australischen Bundesstaats Western Australia. Er liegt bei dem Ort Burnside.
Der Strand ist 430 Meter lang und bis zu 40 Meter breit. Er öffnet sich in Richtung Westen. Der Strand ist durch Vierradantrieb oder zu Fuß erreichbar.
Kilcarnup Beach wird nicht von Rettungsschwimmern bewacht.